# 너와 100번째 사랑
《너와 100번째 사랑》(君と100回目の恋)은 2017년 2월 일본에서 개봉하고 그해 5월 한국에서 개봉한 드라마, 멜로/로멘스 드라마 영화이다. 12세 관람가이며, 영화는 총 1시간 56분이다.

## 줄거리
‘리쿠'는 시간을 되돌릴 수 있는 레코드로 인해 타임리프 능력을 가지게 된다. 소꿉친구인‘아오이'를 행복하게 해주기 위해 레코드를 사용하는데, 아오이에게 어떤 사건이 일어나고 리쿠는 이 사건을 해결하기 위해 노력한다. 과연 리쿠는 타임리프 능력을 이용해 사건을 해결할 수 있을까?

## 등장 인물

### 주요인물
- 리쿠 하세가와 역 (사카구치 켄타로)

리쿠는 아오이와 소꿉친구이며 밴드부 회원이다. 기타를 치며 아오이와 함께 작곡을 한다. 리쿠에게는 레코드를 이용해 타임리프를 할 수 있는 특별한 능력이 있다.
- 아오이 히나타 역 (미와)[1]

아오이는 밴드부 보컬을 맡고있다. 늘 완벽한 소꿉친구 리쿠를 짝사랑한다.
- 나오야 마츠다 역 (류세이 료)

리쿠와 아오이의 대학 동기이며 같은 밴드부 회원으로 베이스를 친다.
- 마노 에리나 역 (리나 사가라)

아오이의 친구로, 밴드부 회원은 아니지만 공연 포스터를 만들어주는 등 여러 도움을 주고있다.
- 이즈미사와 유키 역 (테타 나카무라)

밴드부 회원으로 드러머이다.
- 리쿠 삼촌 역 (다나베 세이치)

리쿠의 삼촌으로 카페를 경영한다.

### 그 외 인물
- 대학원생 역 (오타 리나)
- 교수님 역 (고로 오이시)
- 아오이 엄마 역 (케이코 호리우치)

## OST
| #  | 제목                                   | 작곡/작사가,(앨범)  | 재생 시간 |
| -- | -------------------------------------- | ------------------- | --------- |
| 1. | 〈アイオクリ(아이오쿠리)〉             | miwa (SPLASH☆WORLD) | 4:01      |
| 2. | 〈単純な感情(단순한 감정)〉            | miwa                |           |
| 3. | 〈君と100回目の恋(너와 100번째 사랑)〉 | miwa (SPLASH☆WORLD) | 4:39      |
| 4. | 〈BGM〉                                | androp (BGM)        | 4:43      |

## 흥행
이 영화는 한국에서 정식으로 개봉하기 전 많은 사람들이 한국에서도 상영해달라고 요청하였다. 이후 2017 J필름 페스티벌에서 상영되어 호평을 얻고 5월달에 정식 개봉되었다.
| 영화명            | 배급사         | 개봉일     | 스크린수(개) | 매출액      | 관객수 |
| ----------------- | -------------- | ---------- | ------------ | ----------- | ------ |
| 너와 100번째 사랑 | (주)디스테이션 | 2017-05-25 | 140          | 634,701,000 | 80,839 |

### 평점
| 출처        | 네티즌  | 전문가   |
| ----------- | ------- | -------- |
| 다음 영화   | 6.9 /10 | 5.3 /10  |
| 네이버 영화 | 8 /10   | 4.67 /10 |
| 왓챠        | 3.5 /5  |          |